# Jacques Eyser
Jacques Eyser (29 de agosto de 1912 – 11 de abril de 1999) fue un actor teatral y cinematográfico de nacionalidad francesa, miembro honorario de la Comédie-Française. 

## Biografía
Su verdadero nombre era Jacques Henri Louis Eysermann, y nació en Deauville, Francia. El 13 de octubre de 1932, Jacques Eyser actuó en Andrómaca en la Salle Gaveau con los « Tragédiens associés » (Raoul-Henry, Stéphane Audel, Carretier, Franconi, Gazonne, Brianne, Fondère)
En 1933, obtuvo en el Conservatorio de París el primer premio de tragedia y un segundo premio de comedia, siendo contratado por Paul Abram, director del Teatro del Odéon, para actuar en un período de dos años. El Teatro del Odéon fue en 1946 la segunda sala de la Comédie-Française, por lo que el actor fue nombrado miembro pensionnaire de la compañía, categoría que mantuvo desde el año 1954 a 1978, siendo decano entre 1975 y 1978, cuando decidió retirarse, siendo miembro honorario desde 1979 hasta su muerte.
Eyser participó en la formación de la compañía Jean-Laurent Cochet en el Théâtre Hébertot en los años 1980, local en el cual interpretó también a numerosos personajes.
Aunque fue principalmente un actor teatral, Eyser también actuó en numerosas producciones cinematográficas y televisivas.
Jacques Eyser falleció el 11 de abril de 1999 en Boulogne-Billancourt, Francia. Se había casado el 16 de mayo de 1944 en Neuilly-sur-Seine con la actriz Elmire Vautier, la cual murió el 19 de abril de 1954. Él volvió a casarse en 1955, con la hija de su difunta esposa, Marie Navarre (1924 - 2008).

## Teatro

### Actor
- 1932 : L'Âge du fer, de Denys Amiel, Comédie-Française
- 1934 : Jeanne d'Arc, de Saint-Georges de Bouhélier, Teatro del Odéon
- 1947 : Horacio, de Pierre Corneille, escenografía de Julien Bertheau, Comédie-Française en el Théâtre antique de Lyon
- 1947 : Las bodas de Fígaro, de Pierre-Augustin de Beaumarchais, escenografía de Jean Meyer, Comédie-Française
- 1947 : Ruy Blas, de Victor Hugo, escenografía de Pierre Dux, Comédie-Française
- 1949 : Le Roi, de Robert de Flers y Gaston Arman de Caillavet, escenografía de Jacques Charon, Comédie-Française
- 1951 : Le Conte d'hiver, de William Shakespeare, escenografía de Julien Bertheau, Comédie-Française
- 1952 : Seis personajes en busca de autor, de Luigi Pirandello, escenografía de Julien Bertheau, Comédie-Française
- 1952 : Británico, de Racine, escenografía de Jean Marais, Comédie-Française
- 1952 : Mitrídates, de Jean Racine, escenografía de Jean Yonnel, Comédie-Française
- 1952 : Romeo y Julieta, de William Shakespeare, escenografía de Julien Bertheau, Comédie-Française
- 1953 : Monsieur Le Trouhadec saisi par la débauche, de Jules Romains, escenografía de Jean Meyer, Comédie-Française
- 1953 : Británico, de Jean Racine, escenografía de Jean Marais, Comédie-Française
- 1954 : Británico, de Jean Racine, escenografía de Jean Marais, Comédie-Française
- 1959 : Le Cheval arabe, de Julien Luchaire, escenografía de Jean Debucourt, Comédie-Française
- 1963 : Maria Stuart, de Friedrich Schiller, escenografía de Raymond Hermantier, Comédie-Française
- 1964 : Cyrano de Bergerac, de Edmond Rostand, escenografía de Jacques Charon, Comédie-Française
- 1964 : Donogoo, de Jules Romains, escenografía de Jean Meyer, Comédie-Française
- 1965 : L'Orphelin de la Chine, de Voltaire, escenografía de Jean Mercure, Comédie-Française
- 1966 : La Soif et la faim, de Eugène Ionesco, escenografía de Jean-Marie Serreau, Comédie-Française
- 1966 : Le Mariage de Kretchinsky, de Alexandre Soukhovo-Kobyline, escenografía de Nicolas Akimov, Comédie-Française
- 1966 : Le Voyage de monsieur Perrichon, de Eugène Labiche y Édouard Martin, escenografía de Jacques Charon, Comédie-Française
- 1967 : Cyrano de Bergerac, de Edmond Rostand, escenografía de Jacques Charon, Comédie-Française
- 1967 : Le Menteur, de Pierre Corneille, escenografía de Jacques Charon, Comédie-Française
- 1967 : L'Émigré de Brisbane, de Georges Schehadé, escenografía de Jacques Mauclair, Comédie-Française
- 1969 : Un imbécile, de Luigi Pirandello, escenografía de François Chaumette, Comédie-Française
- 1969 : El avaro, de Molière, escenografía de Jean-Paul Roussillon, Comédie-Française
- 1971 : Las mujeres sabias, de Molière, escenografía de Jean Piat, Comédie-Française
- 1971 : Un imbécile, de Luigi Pirandello, escenografía de François Chaumette, Comédie-Française
- 1971 : Becket, de Jean Anouilh, escenografía del autor y Roland Piétri, Comédie-Française
- 1971 : Ruy Blas, de Victor Hugo, escenografía de Raymond Rouleau, Comédie-Française en el Teatro del Odéon
- 1972 : Le Ouallou, de Jacques Audiberti, escenografía de André Reybaz, Comédie-Française
- 1972 : Ricardo III, de William Shakespeare, escenografía de Terry Hands, Comédie-Française y Festival de Aviñón
- 1972 : Edipo rey, Edipo en Colono, de Sófocles, escenografía de Jean-Paul Roussillon, Comédie-Française y Festival de Aviñón
- 1972 : El burgués gentilhombre, de Molière, escenografía de Jean-Louis Barrault, Comédie-Française
- 1973 : Las mujeres sabias, de Molière, escenografía de Jean Piat, Comédie-Française
- 1973 : Tartufo, de Molière, escenografía de Jacques Charon, Comédie-Française
- 1973 : Les Caprices de Marianne, de Alfred de Musset, escenografía de Jean-Laurent Cochet, Comédie-Française
- 1974 : La Nostalgie, Camarade, de François Billetdoux, escenografía de Jean-Paul Roussillon, Comédie-Française en el Teatro del Odéon
- 1974 : L'Impromptu de Marigny, de Jean Poiret, escenografía de Jacques Charon, Comédie-Française
- 1975 : El idiota, de Fiódor Dostoyevski, escenografía de Michel Vitold, Comédie-Française en el Théâtre Marigny
- 1975 : Monsieur Le Trouhadec saisi par la débauche, de Jules Romains, escenografía de Michel Etcheverry, Comédie-Française
- 1976 : Noche de reyes, de William Shakespeare, escenografía de Terry Hands, Comédie-Française en el Teatro del Odéon
- 1976 : Cyrano de Bergerac, de Edmond Rostand, escenografía de Jean-Paul Roussillon, Comédie-Française
- 1977 : El Cid, de Pierre Corneille, escenografía de Terry Hands, Comédie-Française
- 1977 : Las bacantes, de Eurípides, escenografía de Michael Cacoyannis, Comédie-Française en el Teatro del Odéon
- 1978 : La Villégiature, de Carlo Goldoni, escenografía de Giorgio Strehler, Comédie-Française en el Teatro del Odéon
- 1979 : La Villégiature, de Carlo Goldoni, escenografía de Giorgio Strehler, Comédie-Française en el Teatro del Odéon
- 1980 : Port-Royal, de Henry de Montherlant, escenografía de Jean Meyer, Comédie-Française
- 1980 : Simul et singulis, velada literaria dedicada al Tricentenario de la Comédie-Française, escenografía de Jacques Destoop, Comédie-Française
- 1983 : Moi, de Eugène Labiche, escenografía de Jean-Laurent Cochet, Théâtre Hébertot
- 1982 : Le Voyage de monsieur Perrichon, de Eugène Labiche y Édouard Martin, escenografía de Jean Le Poulain, Comédie-Française
- 1985 : Doit-on le dire ?, de Eugène Labiche, escenografía de Jean-Laurent Cochet, Théâtre Hébertot

### Director
- 1958 : La Dame de Monsoreau, de Alexandre Dumas, Comédie-Française

## Filmografía

### Cine
- 1952 : Les Amants de minuit, de Roger Richebé
- 1952 : La Fête à Henriette, de Julien Duvivier
- 1952 : Coiffeur pour dames, de Jean Boyer
- 1952 : Je l'ai été trois fois, de Sacha Guitry
- 1952 : Le Petit Monde de don Camillo, de Julien Duvivier
- 1953 : Le Retour de don Camillo, de Julien Duvivier
- 1953 : Cent francs par seconde, de Jean Boyer
- 1954 : La Reine Margot, de Jean Dréville
- 1955 : La Madelon, de Jean Boyer
- 1955 : Le Fil à la patte, de Guy Lefranc
- 1956 : Alerte au Deuxième Bureau, de Jean Stelli
- 1956 : Marie-Antoinette reine de France, de Jean Delannoy
- 1957 : Donnez-moi ma chance, de Léonide Moguy
- 1957 : Pot-Bouille, de Julien Duvivier
- 1958 : Le Bourgeois gentilhomme, de Jean Meyer
- 1965 : Le Corniaud, de Gérard Oury
- 1974 : Vos gueules, les mouettes !, de Robert Dhéry
- 1974 : Stavisky, de Alain Resnais

### Televisión
- 1965 : Le Naïf amoureux
- 1968 : Au théâtre ce soir
- 1970 : Monsieur de Pourceaugnac
- 1971 : Les Fausses Confidences
- 1972 : La Station Champbaudet, de Georges Folgoas
- 1972 : Les Femmes savantes
- 1972 : Ruy Blas
- 1973 : L'Avare
- 1977 : Lorenzaccio
- 1980 : La Folle de Chaillot
- 1981 : Le Bourgeois gentilhomme
- 1983 : Les Beaux Quartiers

### Actor de voz
A lo largo de su trayectoria, Eyser fue actor de voz doblando a los siguientes intérpretes:
Walter Barnes, Tino Buazelli, Robert Buchanan, John Bluthal, Gino Cervi, Cesare Fantoni, Robert Gist, Folco Lulli, Roldano Lupi, Renzo Ricci, Gianni Solaro, Erminio Spalla, Archevêque Thurston y Luigi Tosi. 